# Liza und Kay
Liza und Kay (Eigenschreibweise Liza&Kay) ist ein Singer-Songwriter-Duo aus Hamburg, bestehend aus Liza Ohm und Kay Petersen.

## Geschichte
Ohm und Petersen lernten sich 2009 beim Besuch der Hamburg School of Music kennen und beschlossen fortan gemeinsam unter dem Namen Liza&Kay zu musizieren. Sie treten als Duo oder mit Band auf. Im Juni 2015 erschien ihr Debütalbum Liza&Kay. Im Sommer 2017 gründeten sie das Musiklabel Kühlschrank Records und veröffentlichten ihr zweites Album Mit der Aussicht Einsicht.

## Auftritte (Auswahl)
- Whatever Happens Festival, 2017[3]
- Kaos Skola Festival, 2017
- Get Up – Stand Up, 2017[4]

Im Frühling 2017 spielten sie im Rahmen einer Tournee durch Russland unter anderem in Saratow, Samara, Jekaterinburg und Perm.

## Diskografie
- 2015: Liza&Kay[6]
- 2017: Mit der Aussicht Einsicht